# Узагальнений розподіл Парето
У статистиці, в узагальнений розподіл Парето (УРП, англ. Generalized Pareto distribution) — це сімейство неперервних імовірнісних розподілів. Він часто використовується для моделювання хвостів інших розподілів. Він визначається трьома параметрами: параметром розташування {\displaystyle \mu }, масштабу {\displaystyle \sigma }і форми {\displaystyle \xi }. Іноді він визначається тільки параметром масштабу і форми, а іноді тільки параметром форми. Деякі джерела подають параметр форми у вигляді {\displaystyle \kappa =-\xi \,}.

## Означення
Стандартна функція розподілу УРП записується
{\displaystyle F_{\xi }(z)={\begin{cases}1-\left(1+\xi z\right)^{-1/\xi }&{\text{for }}\xi \neq 0,\\1-e^{-z}&{\text{for }}\xi =0.\end{cases}}}
де носій  {\displaystyle z\geq 0} при {\displaystyle \xi \geq 0} і {\displaystyle 0\leq z\leq -1/\xi } при {\displaystyle \xi <0}.
{\displaystyle f_{\xi }(z)={\begin{cases}(\xi z+1)^{-{\frac {\xi +1}{\xi }}}&{\text{for }}\xi \neq 0,\\e^{-z}&{\text{for }}\xi =0.\end{cases}}}

## Характеристика
Пов'язані місцевості-масштаб сімейство розподілів, отриманих шляхом заміни аргументу Z з допомогою {\displaystyle {\frac {x-\mu }{\sigma }}} і регулювання підтримки відповідно: кумулятивна функція розподілу це
{\displaystyle F_{(\xi ,\mu ,\sigma )}(x)={\begin{cases}1-\left(1+{\frac {\xi (x-\mu )}{\sigma }}\right)^{-1/\xi }&{\text{for }}\xi \neq 0,\\1-\exp \left(-{\frac {x-\mu }{\sigma }}\right)&{\text{for }}\xi =0.\end{cases}}}
для {\displaystyle x\geqslant \mu } коли {\displaystyle \xi \geqslant 0\,}та {\displaystyle \mu \leqslant x\leqslant \mu -\sigma /\xi }  при {\displaystyle \xi <0}, де {\displaystyle \mu \in \mathbb {R} }, {\displaystyle \sigma >0} і {\displaystyle \xi \in \mathbb {R} }.
Функції щільності :
{\displaystyle f_{(\xi ,\mu ,\sigma )}(x)={\frac {1}{\sigma }}\left(1+{\frac {\xi (x-\mu )}{\sigma }}\right)^{\left(-{\frac {1}{\xi }}-1\right)}},
або еквівалентно
{\displaystyle f_{(\xi ,\mu ,\sigma )}(x)={\frac {\sigma ^{\frac {1}{\xi }}}{\left(\sigma +\xi (x-\mu )\right)^{{\frac {1}{\xi }}+1}}}},
знову, для {\displaystyle x\geqslant \mu } при {\displaystyle \xi \geqslant 0}, і {\displaystyle \mu \leqslant x\leqslant \mu -\sigma /\xi } при {\displaystyle \xi <0}.
Функція щільності є розв'язком диференційного рівняння:
{\displaystyle \left\{{\begin{array}{l}f'(x)(-\mu \xi +\sigma +\xi x)+(\xi +1)f(x)=0,\\f(0)={\frac {\left(1-{\frac {\mu \xi }{\sigma }}\right)^{-{\frac {1}{\xi }}-1}}{\sigma }}\end{array}}\right\}}

## Особливі випадки
- Якщо параметри форми {\displaystyle \xi } і локалізації {\displaystyle \mu } обидва рівні нулю, УРП є експоненційним розподілом.
- Якщо параметр форми {\displaystyle \xi >0}, а параметр розташування {\displaystyle \mu =\sigma /\xi }, тоді УРП еквівалентний розподілу Парето з параметрами масштабу {\displaystyle x_{m}=\sigma /\xi } і форми {\displaystyle \alpha =1/\xi }.
- Якщо {\displaystyle X} {\displaystyle \sim } {\displaystyle GPD} {\displaystyle (}{\displaystyle \mu =0}, {\displaystyle \sigma }, {\displaystyle \xi } {\displaystyle )}тоді {\displaystyle Y=\log(X)} {\displaystyle \sim } {\displaystyle exGPD} {\displaystyle (}{\displaystyle \mu =0}, {\displaystyle \sigma }, {\displaystyle \xi } {\displaystyle )}, де exGPD є експоненційний узагальнений розподіл Парето. На відміну від УРП, exGPD має моменти всіх порядків, незалежно від його параметрів та інтерпретацій параметрів масштабу і форми, що робить оцінки параметрів більш ефективними.
- УРП дуже схожий на Картавий розподілу.

## Генерація узагальнено Парето розподілених випадкових величин
Якщо U є рівномірно розподіленою на
(0, 1], тоді
{\displaystyle X=\mu +{\frac {\sigma (U^{-\xi }-1)}{\xi }}\sim {\mbox{GPD}}(\mu ,\sigma ,\xi \neq 0)}
і
{\displaystyle X=\mu -\sigma \ln(U)\sim {\mbox{GPD}}(\mu ,\sigma ,\xi =0).}
Обидві формули отримані шляхом інверсії СГО.
У статистичних пакеті MATLAB, легко можна згенерувати вибірку узагальнено Парето розподілених випадкових чисел використовуючи команду "gprnd".

### УРП як експоненційно-гамма суміш розподілів
В УРП випадкова величина може бути виражена у вигляді експоненційної випадкової величини з гамма-розподіленим параметром інтенсивности. 
{\displaystyle X|\Lambda \sim Exp(\Lambda )}
і
{\displaystyle \Lambda \sim Gamma(\alpha ,\beta )}
тоді
{\displaystyle X\sim GPD(\xi =1/\alpha ,\ \sigma =\beta /\alpha )}
Однак зауважимо, що оскільки параметри гамма розподілу має бути більшим нуля, ми отримаємо додаткові обмеження: {\displaystyle \xi } має бути позитивним.

## Додаткова література
- Pickands, James (1975). Statistical inference using extreme order statistics. Annals of Statistics. 3: 119—131. doi:10.1214/aos/1176343003. (англ.)
- Balkema, A.; De Haan, Laurens (1974). Residual life time at great age. Annals of Probability. 2 (5): 792—804. doi:10.1214/aop/1176996548. (англ.)
- Lee, Se Yoon; Kim, J.H.K. (2018). Exponentiated generalized Pareto distribution:Properties and applications towards extreme value theory. Communications in Statistics - Theory and Methods. 0: 1—25. doi:10.1080/03610926.2018.1441418. (англ.)
- N. L. Johnson; S. Kotz; N. Balakrishnan (1994). Continuous Univariate Distributions Volume 1, second edition. New York: Wiley. ISBN 0-471-58495-9. Chapter 20, Section 12: Generalized Pareto Distributions. (англ.)
- Barry C. Arnold (2011). Chapter 7: Pareto and Generalized Pareto Distributions. У Duangkamon Chotikapanich (ред.). Modeling Distributions and Lorenz Curves. New York: Springer. ISBN 9780387727967. (англ.)
- Arnold, B. C.; Laguna, L. (1977). On generalized Pareto distributions with applications to income data. Ames, Iowa: Iowa State University, Department of Economics. (англ.)

## Ланки
- Mathworks: Generalized Pareto distribution